# Pseudosphex sericea
Pseudosphex sericea là một loài bướm đêm thuộc phân họ Arctiinae, họ Erebidae.